# Ларс Ґраел
Ларс Ґраел (порт. Lars Grael, 9 лютого 1964) — бразильський яхтсмен.
Бронзовий призер Олімпійських Ігор 1988 (Торнадо), 1996 (Торнадо) років, учасник 1984 року.